# Финикийская бирема
Финикийская бирема — гребной военный корабль с двумя рядами вёсел.
Традиционное съёмное парусное вооружение применялось при попутных ветрах. Оснащались таранами. Длина 30-38 м. Ширина основного корпуса — 1/6 длины. Акростоль кормы круто загибался, подобно хвосту скорпиона, а балюстрада боевой площадки прикрывалась щитами воинов, укреплёнными вдоль бортов, с которой воины во время битвы обстреливали врага из луков и забрасывали дротиками. Большие поворотные вёсла размещались не только на корме, но и на носу, что позволяло быстро совершить поворот. Корабль мог перевозить до сотни человек — воинов, команду и гребцов.